# Al-Muqaddasi
 (mai 2025).
Pour les articles homonymes, voir Al-Maqdisi (homonymie).
 (mai 2024).
Al-Muqadassi, né vers 945 à Jérusalem, en Palestine, et mort vers ou après 1000 est un géographe arabe.
Son nom complet est Abou Abd Allah Shams al-Din Muhammad ben Ahmad ben Abi Bakr al-Banna al-Shami al-Muqaddasi al-Bashari. Il est connu sous son nisba le plus courant, Al-Muqadassi, qui se rapporte à sa ville de naissance. Le nom sous lequel il est le plus connu signifie donc « celui qui est né à Jérusalem », le Hiérosolymitain.

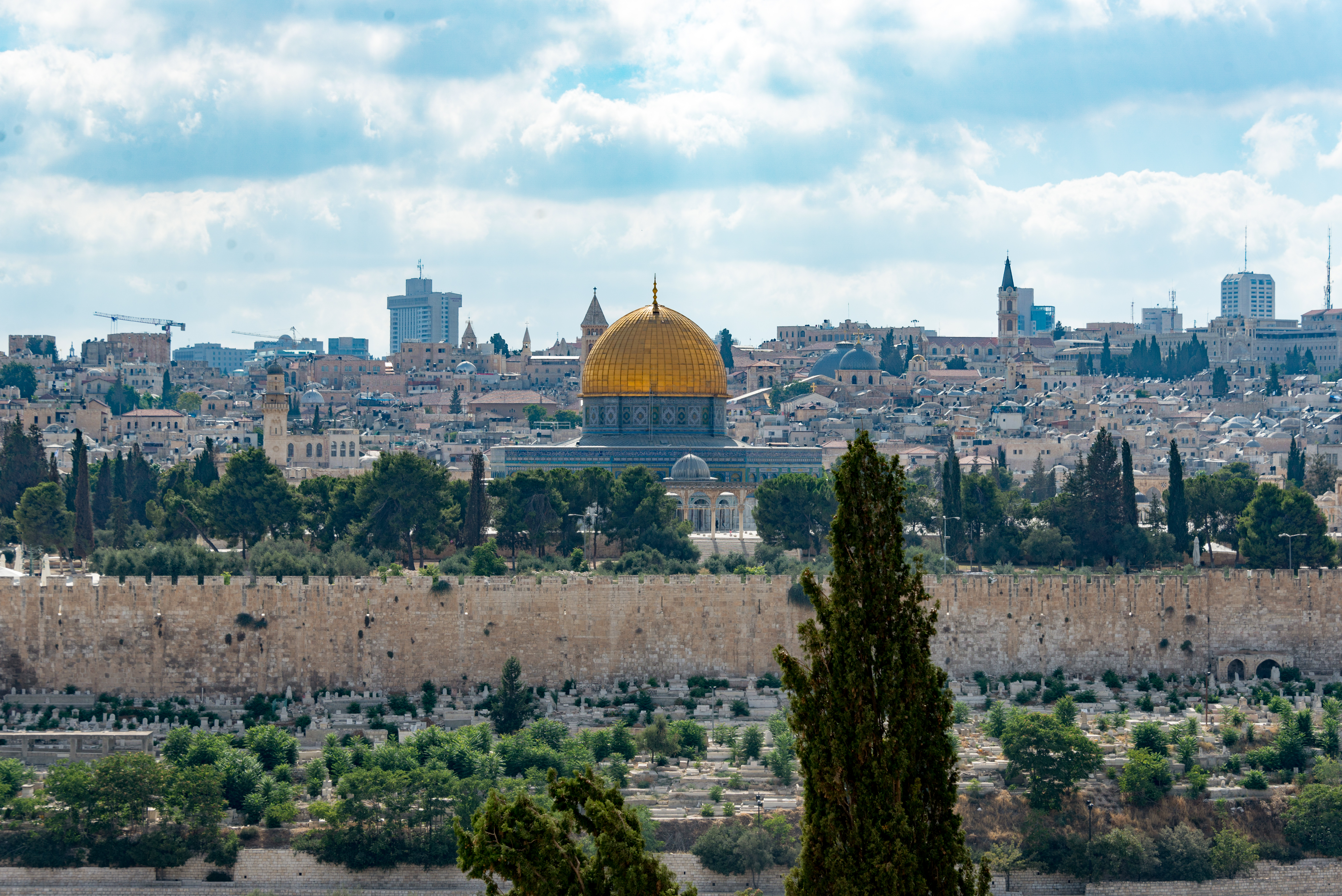
Al-Muqaddasi est originaire de Jérusalem (Bayt al-Maqdis en arabe), qui lui donne son nom. Il aime particulièrement sa cité et la décrit longuement dans son œuvre.

Il est considéré comme un des plus grands géographes du Moyen-Âge, voire le plus grand,. Il a marqué son époque par son esprit curieux et son engagement dans le commerce dès son plus jeune âge. Cette activité lui a permis de voyager largement, notamment en Perse, où il a renforcé sa maîtrise du persan, une langue qu'il avait apprise de sa mère. Son expertise linguistique lui a ouvert les portes de nombreuses cultures, enrichissant ainsi son expérience personnelle et professionnelle.
Outre son travail dans le commerce, il a également montré un intérêt pour l'urbanisme et la construction, ayant hérité cela de son père, qui était surnommé al-Banna, ainsi que de son grand-père, qui était l'un des constructeurs les plus habiles et l'un des ingénieurs des rues d'Acre et le bâtisseur de son port à l'époque du prince Ahmad ibn Tulun (835-884 après J.-C.), fondateur de l'État tulunide.
Cependant, cela n'était pas ce qui occupait son esprit, comme il l’écrit lui-même : vers l’âge de 20 ans, il part en voyage. En 967, il fait le pèlerinage à la Mecque.
Ses voyages et ses écrits offrent un aperçu précieux des défis et des réalités des voyages à l'époque médiévale, comme l'illustrent les récits de voyageurs contemporains tels qu'Ibn Battuta et Ibn Jubayr. Ces derniers décrivent en détail les souffrances et les dangers du voyage, depuis les longs périples en caravane jusqu'aux interactions parfois périlleuses avec des bandits de grand chemin ou des exploitants locaux. Malgré ces obstacles, Al-Muqaddasi, comme beaucoup d'autres de son temps, a été poussé par un désir insatiable de découvrir et de comprendre le monde qui l'entourait, laissant derrière lui un riche héritage de connaissances et d'expériences.
Après avoir dépassé l'âge de l'adolescence, il quitte sa Palestine natale pour entreprendre une série de voyages qui le mènent à travers de vastes régions du monde musulman, incluant l’Arabie, le Khorasan, l’Irak, et le plateau iranien. C'est à Chiraz, en 375 de l'Hégire (986 de notre ère), qu'il rédige son œuvre capitale, à peu près en même temps qu’Ibn Hawqal finalisait la sienne.
Le parcours d’Al-Muqaddasi est fortement marqué par des influences chi'ites, probablement en lien avec le califat fatimide du Caire. Son voyage, motivé vraisemblablement par le commerce, s'est transformé en une quête de connaissances géographiques. Son travail, inscrit dans la tradition des grands géographes comme Balkhi, Istakhri et Ibn Hawqal, enrichit considérablement la description des pays d'Islam. Avec une originalité et une précision remarquables, Al-Muqaddasi a su élever la géographie à un niveau d'érudition et de détail jamais atteint auparavant, faisant de lui l'un des géographes arabes les plus respectés et influents de son temps.
Sa capacité à transmettre son savoir à travers les générations atteste de son statut d'érudit éminent, dont l'influence perdure et s'enrichit au fil du temps.

## Contexte

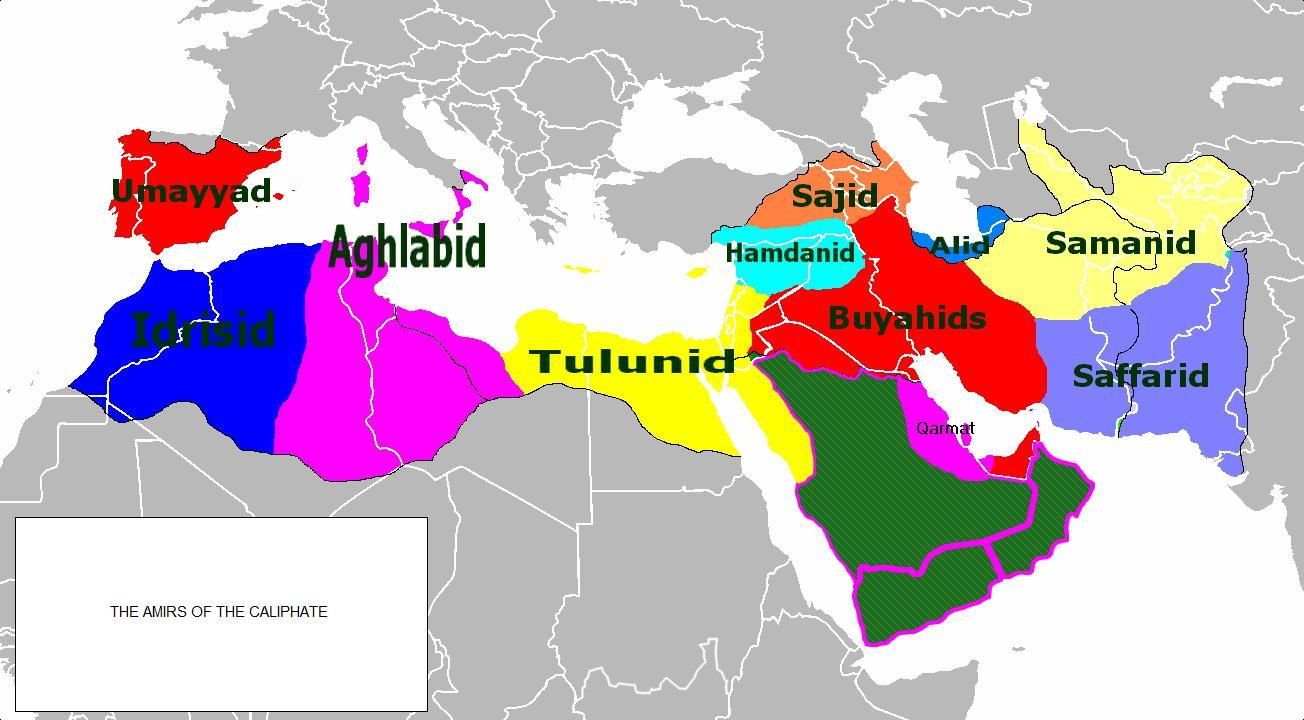
La division du califat abbasside au X.

Au Xe siècle, dans un contexte politique et culturel marqué par les soubresauts du califat abbasside en déclin, Al-Muqaddasi, éminent érudit originaire de Jérusalem, acheva son œuvre magistrale, Ahsan at-taqâsîm. Cette période charnière fut le théâtre de bouleversements majeurs, tant sur le plan politique que culturel, qui influencèrent profondément la production intellectuelle de l'époque.
Politiquement, l’Empire abbasside, jadis unificateur du monde musulman et prospère, se débattait dans une crise de leadership et de légitimité. Les querelles internes entre les différents émirs et califes affaiblissaient la cohésion de l'empire, créant un climat d'instabilité propice à l'émergence de nouvelles idées et de nouvelles voix.
Culturellement, cette période était marquée par un foisonnement d'idées et d'échanges intellectuels. Les grandes villes du monde islamique, telles que Bagdad, Le Caire et Damas, étaient des centres de savoir et de créativité, attirant des penseurs, des savants et des artistes de toutes origines. C'était une époque de synthèse et de dialogue entre les différentes traditions intellectuelles, où les influences perses, grecques et indiennes se mêlaient à la pensée islamique pour façonner un paysage intellectuel riche et diversifié.
Dans ce contexte tumultueux, Ahsan at-taqâsîm émergea comme une œuvre offrant une perspective nouvelle et éclairée sur la géographie et la culture du monde islamique. C'était un témoignage de la capacité de l'homme à transcender les vicissitudes de son époque pour offrir des contributions durables à la connaissance humaine.

## Élaboration et contenu de l’œuvre

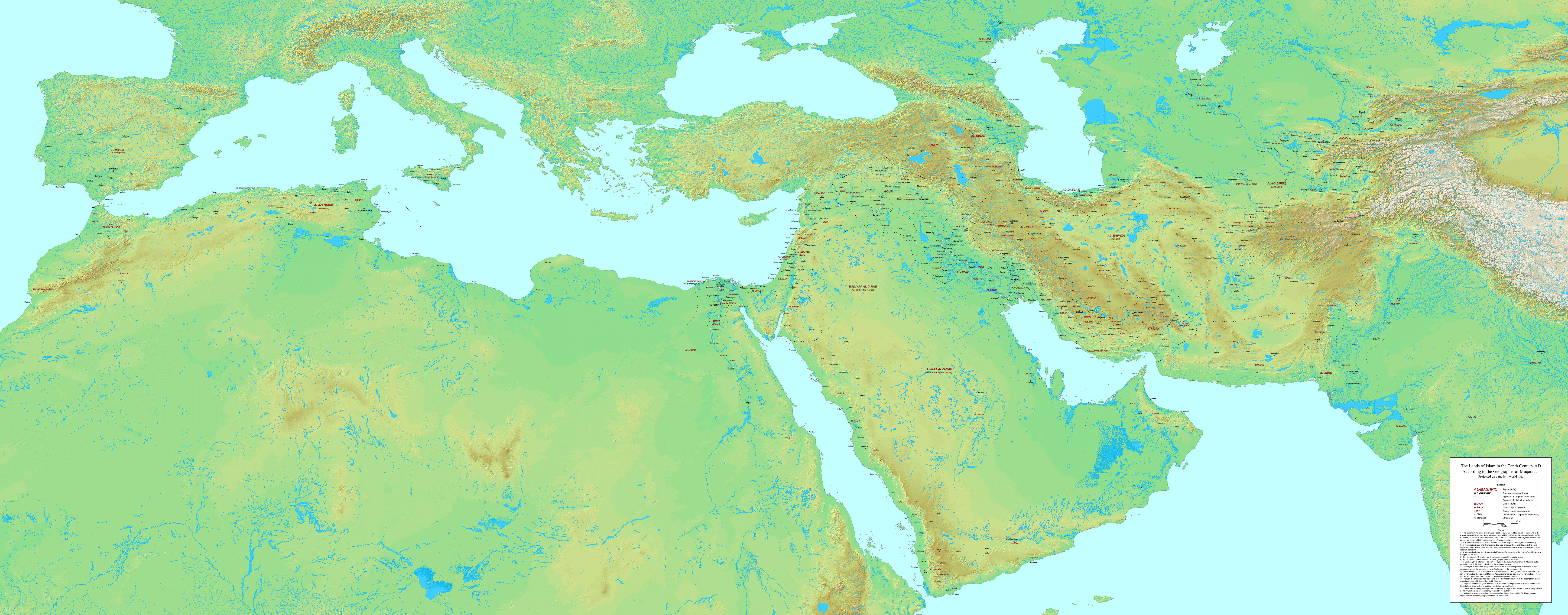
Les régions de l’Islam au Xe siècle, décrites par l’œuvre d’Al-Muqaddasi.

### Ahsan at-taqâsîm fî maʿrifat al-aqâlim (la meilleure répartition pour la connaissance des provinces)
L'objectif d’Al-Muqaddasi dans son œuvre géographique se distinguait de celui de ses prédécesseurs. Même si les caractéristiques et les parcours des routes principales étaient déjà bien établis, telles que le chemin de pèlerinage du Levant utilisé depuis l'Antiquité par les caravanes circulant entre le Levant et La Mecque, et la route de l’encens traversant la péninsule arabique du sud au nord et d'est en ouest, Al-Muqaddasi visait à offrir une perspective plus approfondie. Ces routes, qui finissaient par se connecter à des axes mondiaux plus importants comme la route de la soie et la route des épices, reliant l'Asie de l'Est à l'Occident, étaient pour lui des vecteurs de connaissance à explorer et à documenter avec une précision et une exhaustivité inédites. Al-Muqaddasi déploie une rigueur intellectuelle exceptionnelle dans Ahsan at-taqâsîm, où il entreprend une classification méticuleuse du monde connu en zones climatiques et régionales. Chaque section de l'œuvre débute par une description minutieuse de la géographie locale, dépeignant avec une précision saisissante les caractéristiques physiques et topographiques des territoires concernés. Enrichissant ses récits de détails sur les routes commerciales, les ressources naturelles et les sites remarquables, Al-Muqaddasi offre une vision holistique de l'environnement géographique dans lequel s'inscrivent les activités humaines.
Toutefois, l'originalité de Ahsan at-taqâsîm réside dans sa capacité à transcender les simples descriptions géographiques pour plonger dans l'essence même des villes et des peuples qu'il décrit. À travers ses pages, Al-Muqaddasi invite le lecteur à une immersion presque littéraire dans la vie quotidienne des sociétés qu'il explore : il dépeint les marchés animés, les lieux de culte emblématiques et les assemblées politiques dynamiques, offrant ainsi une vision vivante et incarnée des réalités sociales et culturelles de son époque.
Al-Muqaddasi se distingue par son rôle de pionnier dans l'établissement de méthodes novatrices en géographie. En tant que précurseur de la géographie empirique, il révolutionne les paradigmes méthodologiques en introduisant une approche fondée sur l'observation directe et la vérification rigoureuse des données. Cette démarche, caractérisée par une quête incessante de précision et de véracité, rompt avec les traditions antérieures basées sur des récits légendaires et conjecturaux.
Son approche critique des sources préexistantes témoigne d'une exigence intellectuelle rare à son époque. Rejetant les récits embellis au profit de données tangibles, Al-Muqaddasi insiste sur la nécessité d'une observation directe du terrain pour valider les informations géographiques. Cette posture méthodologique érige un standard de scientificité qui anticipe les méthodes de recherche modernes, posant ainsi les fondations d'une discipline géographique plus empirique et vérifiable. En plus de s'inspirer des travaux de Balkhi, Al-Muqaddasi a également été influencé par Abu al-Qasim al-Istakhri, un des pionniers des études régionales et membre de la même école intellectuelle. Toutefois, malgré le respect qu'il portait à ces prédécesseurs, Al-Muqaddasi n'a pas hésité à critiquer leur approche, soulignant les limites pratiques de leurs œuvres, qui, selon lui, servaient davantage à orienter les commerçants et les voyageurs qu'à fournir une compréhension globale des régions.
Al-Muqaddasi aspirait à créer une œuvre exhaustive et universelle, englobant chaque ville de l'islam, en détaillant non seulement leurs actualités mais aussi en les classant selon des critères spécifiques qu'il avait lui-même établis pour la division des régions. Dans l'introduction de son livre "Ahsan at-taqâsîm fî maʿrifat al-aqâlim" (La meilleure répartition pour la connaissance des provinces), il exprime son ambition de pallier les lacunes de ses prédécesseurs : « J'ai observé qu'ils avaient négligé certains domaines de la connaissance, et je me suis efforcé de me distinguer dans un art qu'ils n'avaient abordé que superficiellement. Cela concerne la mention des régions islamiques et tout ce qu'elles renferment, des déserts aux mers, des lacs aux rivières, et la description de leurs villes célèbres et de celles moins connues, de leurs résidences fréquentées et de leurs routes parcourues, des produits naturels, des outils et instruments, des mines et des différentes branches du commerce. J'ai également souhaité mettre en lumière les variations entre les peuples de ces régions dans leur langage, leur dialecte, leurs coutumes, leurs mesures, leurs monnaies, ainsi que la qualité de leur alimentation et de leurs boissons, de leurs fruits et de leurs eaux, en exposant leurs qualités et leurs défauts, et ce qui est exporté de chez eux et ce qui y est importé. »
Les descriptions méticuleuses des villes par Al-Muqaddasi, incluant leur topographie et leur infrastructure, ont servi de guide pour la cartographie précise et la planification urbaine. Les cartographes ultérieurs, comme Al-Idrisi, ont été influencés par ses méthodes, utilisant ses descriptions pour élaborer des cartes régionales islamiques plus détaillées et fonctionnelles. Ces contributions sont régulièrement citées dans les traités de géographie postérieurs, attestant de son impact profond dans ce domaine.
Les géographes et historiens ultérieurs, tels que Yaqut al-Hamawi et Ibn Khaldoun, s'inspirent de ses méthodes et de son engagement pour une analyse rigoureuse des données géographiques. Dans le contexte de la Renaissance européenne, ses écrits suscitent l'intérêt des érudits cherchant à mieux comprendre l'Orient, ouvrant ainsi de nouvelles voies de dialogue interculturel et d'échanges intellectuels.
Au XXIe siècle, l'héritage intellectuel d’Al-Muqaddasi continue de susciter l’intérêt. Des universitaires tels que S. Maqbul Ahmad et André Miquel, continuent d'explorer ses méthodes, soulignant leur pertinence continue dans le domaine de la géographie et de la compréhension inter-culturelle. À l'échelle mondiale, l'enseignement universitaire continue de puiser dans l'héritage d’Al-Muqaddasi pour enrichir les programmes de géographie et d'études orientales. Des universités telles que l’université de Cambridge et l’université de Tokyo proposent des modules qui examinent ses techniques comme exemples de l'approche interdisciplinaire en études géographiques. Ces cours mettent souvent en lumière son rôle de médiateur entre la collecte de données empiriques et l'analyse théorique, offrant aux étudiants des modèles méthodologiques applicables à divers domaines des sciences sociales.

### Innovations méthodologiques, influence et postérité
Al-Muqaddasi se distingue par l'établissement de méthodes novatrices en géographie. En tant que précurseur de la géographie empirique, il révolutionne les paradigmes méthodologiques en introduisant une approche fondée sur l'observation directe et la vérification rigoureuse des données. Cette démarche, caractérisée par une quête incessante de précision et de véracité, rompt avec les traditions antérieures basées sur des récits légendaires et conjecturaux.
Son approche critique des sources préexistantes témoigne d'une exigence intellectuelle rare à son époque. Rejetant les récits embellis au profit de données tangibles, Al-Muqaddasi insiste sur la nécessité d'une observation directe du terrain pour valider les informations géographiques. Cette posture méthodologique érige un standard de scientificité qui anticipe les méthodes de recherche modernes, posant ainsi les fondations d'une discipline géographique plus empirique et vérifiable.
Les descriptions méticuleuses des villes par Al-Muqaddasi, incluant leur topographie et leur infrastructure, ont servi de guide pour la cartographie précise et la planification urbaine. Les cartographes ultérieurs, comme Al Idrissi, ont été influencés par ses méthodes, utilisant ses descriptions pour élaborer des cartes régionales islamiques plus détaillées et fonctionnelles. Ces contributions sont régulièrement citées dans les traités de géographie postérieurs, attestant de son impact profond dans ce domaine.
L'impact de cette approche novatrice transcende largement son temps. Les géographes et historiens ultérieurs, tels que Yaqut al-Hamawi et Ibn Khaldun, s'inspirent de ses méthodes et de son engagement pour une analyse rigoureuse des données géographiques. Dans le contexte de la Renaissance européenne, ses écrits suscitent l'intérêt des érudits cherchant à mieux comprendre l'Orient, ouvrant ainsi de nouvelles voies de dialogue inter-culturel et d'échanges intellectuels.

### Réception contemporaine
Dans le panorama intellectuel contemporain, l'œuvre d’Al-Muqaddasi occupe une position centrale dans les recherches actuelles sur les répercussions économiques des configurations géographiques. Ses analyses minutieuses des routes commerciales, des ressources naturelles et des centres économiques antiques continuent d'inspirer les économistes et les géographes dans leur exploration des dynamiques commerciales mondiales.  En effet, ses méthodes novatrices et son approche critique continuent d'inspirer les chercheurs dans divers domaines, de la géographie à l'histoire en passant par les études culturelles.
Les descriptions méticuleuses des villes, avec leur topographie et leur infrastructure, ont non seulement servi de fondement pour la cartographie précise et la planification urbaine à son époque, mais elles continuent également de fasciner les historiens de l'urbanisme et de l'architecture, offrant un précieux témoignage sur la vie urbaine médiévale. Les travaux de chercheurs éminents tels que Fatima Abdullah et Jamal Khalidi ont mis en lumière l'importance des descriptions détaillées d’Al-Muqaddasi pour appréhender les effets économiques des relations commerciales transnationales au Moyen Âge.
Dans le domaine de l'histoire de la cartographie et de la géographie islamique, les écrits d’Al-Muqaddasi demeurent une référence incontournable. Ses descriptions précises des territoires et des villes médiévales fournissent une assise solide pour les études sur l'évolution de la cartographie et la représentation spatiale dans le monde islamique. Des conférences internationales prestigieuses telles que la conférence internationale sur l'histoire de la cartographie et le Symposium sur la géographie islamique font régulièrement référence à ses écrits comme une source inestimable d'informations historiques et géographiques, témoignant ainsi de son statut d'autorité incontestée dans ces domaines.
En somme, dans un monde où la compréhension des diversités culturelles et économiques revêt une importance cruciale, l'héritage intellectuel d’Al-Muqaddasi continue d'irradier tel un phare, guidant les chercheurs et les académiciens à travers les méandres de l'histoire et de la géographie pour mieux appréhender les défis et les opportunités de notre époque.

### Études interculturelles et post-coloniales
L'œuvre d’Al-Muqaddasi transcende les contours conventionnels de la géographie pour offrir des perspectives riches et nuancées aux études interculturelles et post-coloniales. Ses observations minutieuses sur l'interaction entre les facteurs géographiques, tels que le relief, le climat et les ressources naturelles, et les dynamiques culturelles et économiques locales, éclairent d'une lumière nouvelle les complexités des relations interculturelles dans le monde contemporain.
Les écrits d’Al-Muqaddasi servent de précieux témoignages historiques, offrant des points de vue essentiels sur les interactions entre les différentes sociétés et cultures le long des routes commerciales, notamment les routes de la soie. Ses descriptions détaillées des caravansérails, des marchés et des centres urbains sur ces routes fournissent un aperçu fascinant des échanges commerciaux et culturels qui ont façonné le monde pré-moderne.
Par ailleurs, les travaux d’Al-Muqaddasi sont régulièrement cités dans des recherches portant sur les politiques coloniales et postcoloniales. Son analyse critique des effets de la géographie sur ces dynamiques de pouvoir offre un éclairage précieux sur les héritages coloniaux et les défis contemporains de la mondialisation.
Ses écrits ont notamment été étudiés par des chercheurs renommés tels que Edward Saïd et Frantz Fanon, qui ont souligné l'importance de ses observations géographiques pour comprendre les dynamiques coloniales en Orient. Dans son ouvrage Orientalisme, Saïd met en lumière le rôle de la géographie dans la construction des discours coloniaux, soulignant l'influence des descriptions géographiques d’Al-Muqaddasi sur la perception occidentale de l'Orient.
Ainsi, l'héritage intellectuel d'Al-Muqaddasi enrichit considérablement les études interculturelles et postcoloniales en proposant des perspectives riches et diversifiées sur les interactions entre l'homme et son environnement, ainsi que sur les dynamiques de pouvoir qui ont façonné notre monde. Ses écrits constituent une référence incontournable pour quiconque s'intéresse à la complexité des relations entre les sociétés et les cultures à travers l'histoire.
De manière significative, Al-Muqaddasi éclaire également les routes de la soie et l'Orient de son savoir. Ses écrits détaillés sur les routes commerciales et les centres urbains de cette région offrent une perspective précieuse sur le commerce florissant et les échanges culturels qui caractérisaient cette période. En tant que chroniqueur attentif des réseaux commerciaux et culturels qui ont façonné l'histoire de cette région, son héritage continue d'enrichir notre compréhension des routes de la soie et de leur importance dans le développement de la civilisation humaine.